# هر رزی خار دارد
«هر رزی خار دارد» (انگلیسی: Every Rose Has Its Thorn) یک ترانه بالاد احساسی از بند گلم متال آمریکایی پویزن است. این ترانه در اکتبر ۱۹۸۸ به عنوان سومین تک‌آهنگ از دومین آلبوم بند به نام باز کن و بگو… آه! منتشر شد. این تنها موفقیت شماره یک آن‌ها در ایالات متحده است که در ۲۴ دسامبر ۱۹۸۸، به مدت سه هفته در جایگاه نخست قرار گرفت (که به سال ۱۹۸۹ رفت) و همچنین در شماره ۱۱ جدول راک اصلی قرار گرفت. این تک‌آهنگ به شماره ۱۳ در جدول بریتانیا رسید.